# Адкок (река)
Адкок река је река у Кимберлију у Западној Аустралији.
Извориште реке раста у Филипс зони у близини Кодеша, затим тече у правцу југоистока паралелно са зоном краља Леополда и поред Моунт Хауса, Моунт Клифтона и Моунт Хамилтона пре спајања са реком Фитцрој код Фитцрој Блуфа.
Адкок има три притоке; Тросел Реку, Ени Крик и Волш Крик.
Први Европљанин који је открио реку је Франк Хан 1898. године, који је назвао реку након Чарлса и Вилијама Адкока из Дербију: објашњава Хан, „господа браћа Адкок из Дербија су били веома љубазни према мени и били су изузетно разумни око питања испоруке од следовања.“
Традиционални власници подручја око реке су Никина племена.
Риба попут Гринвејовог грунтера, главочија и гудреон са лажним туфнама пронађени су у оквиру речног система.